# Ligidium tschatcalicum
Ligidium tschatcalicum är en kräftdjursart som beskrevs av Borutzkii1976. Ligidium tschatcalicum ingår i släktet Ligidium och familjen gisselgråsuggor. Inga underarter finns listade i Catalogue of Life.